# Dieryckx

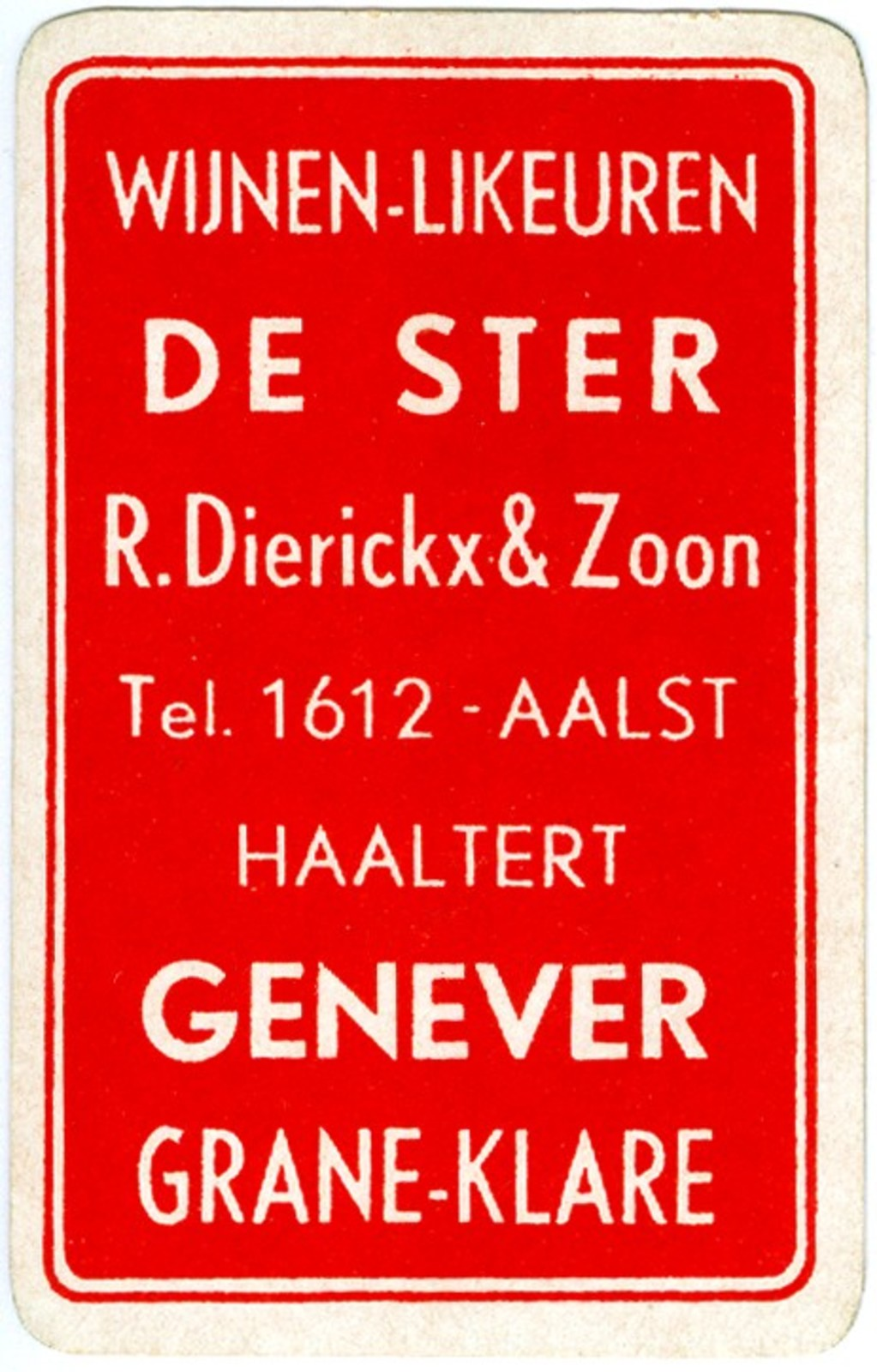
Dieryckx

De stokerij Dieryckx was in het derde kwart van de 19de eeuw actief in Torhout.

## Geschiedenis[1]
In de lente van 1861 startte een landbouwstokerij in de Berg op Zoomstraat in de gebouwen van de naar Gembloers verhuisde landbouwschool. Eigenaar Jan Francis Dieryckx was eerder in de omgeving van Hasselt actief met het verbeteren van landbouwgronden in relatie met het stoken van jenever. De stokerij bleef niet lang kleinschalig. Begin 1862 gaf de deputatie toestemming voor de installatie van een stoommachine (4PK). Na zijn huwelijk in 1865 had zoon Adolphe Dieryckx zeker de leiding over de stokerij. Onder meer in de kieslijst van 1864 stond hij als stoker vermeld. 
In de zomer van 1871 verhuisde de jeneverstokerij naar de Zuidstraat. De mogelijke focus op landbouwactiviteiten werd minder groot. In de nieuwe vestiging was de stoommachine (14 PK) merkelijk groter. Briefhoofden van het bedrijf tonen aan dat er naast graanjenever ook alcohol kon worden gekocht. Naast de eigen productie werd ook jenever van andere stokerijen verhandeld.
In de zomer van 1874 was er een grote uitbreiding van de jeneverstokerij: de oppervlakte werd maar liefst verviervoudigd. In november 1874 wed een tweede stoommachine vergund. In de loop van mei 1875 startte de procedure voor een derde stoommachine. Niettemin was het bedrijf ondertussen in de problemen geraakt. De financiële middelen waren onvoldoende om de ambities waar te maken. Dieryckx nam hoge risico's om dit op te vangen. 
Op 1 juni 1875 werd het faillissement van Adolphe Dieryckx uitgesproken. De curatoren argwaanden vreemde transacties met grote hoeveelheden koopwaar (onder meer 69606 kilo mout). Volgens de rechtbank van koophandel te Oostende was het faillissement te wijten aan de te grote uitbreiding van de handel en het wanordelijk beheer van de stokerij.
In de nacht van 8 op 9 juli 1875 verliet Adolphe Dieryckx zijn woning. Hij vluchtte naar Noord-Amerika. Men stelde vast dat er fraude was gepleegd bij leningen waarbij het verpande goed niet voldoende was om de schuldeisers te vergoeden. In februari 1877 werd Adolphe veroordeeld voor valsheid in geschrifte. De vereffening van het bedrijf werd gesloten in september 1883.